# Apollo e Cupido
Apollo e Cupido è un'opera scultorea in bronzo raffigurante il dio Apollo con al suo fianco Cupido, realizzata negli anni trenta del XVII secolo dallo scultore fiammingo François Duquesnoy. Come nel Mercurio, il cui putto è andato perduto, la statua è stata concepita come rappresentazione di un dialogo tra una divinità greca (o romana) e un putto-Cupido. La scultura è connotata da una classicità maggiore rispetto al Mercurio, con i tratti somatici femminei di Apollo che ricordano quelli della Santa Susanna, e il Cupido, "vigorosamente plasmato", che rassomiglia ai putti adornanti il sepolcro di Ferdinand van den Eynde, altro capolavoro dell'artista. Insieme al Mercurio, Apollo e Cupido è conservata al Liechtenstein Museum di Vienna.

## Storia
Stando a quanto afferma Giovanni Pietro Bellori, sebbene si tratti di un pendant del Mercurio, Apollo e Cupido sarebbe stata ideata dal Fiammingo soltanto diversi anni dopo la prima. Infatti, la scultura non fu realizzata per Vincenzo Giustiniani, l'importante mecenate e collezionista d'arte che aveva commissionato il Mercurio, ma per un altro committente. In aggiunta, la diversa datazione è suggerita anche dalle differenze stilistiche tra le due opere. L'Apollo e Cupido fu rilevata primariamente in un inventario di Carlo Eusebio del Liechtenstein a Valtice. Si è ipotizzato che proprio quest'ultimo sia stato il committente della statua.
Insieme al Mercurio, il bronzo fu grandemente ammirato dallo scultore austriaco Georg Raphael Donner, che copiò il Fiammingo. L'attribuzione al Duquesnoy venne dimenticata nel XVIII secolo, quando l'opera si riteneva un pezzo antico.

## Descrizione
Il soggetto dell'opera è stato identificato in Apollo che insegna a Cupido come scoccare una freccia (difatti viene imitato da Amore). La divinità è appoggiata ad un ceppo, "in un grazioso contrapposto che fa eco al Mercurio, ma senza la sua inclinazione all'indietro". Apollo originariamente teneva nella mano sinistra un arco. Con la destra, insegna a Cupido come estrarre la freccia dalla faretra e scoccarla con l'arco. Secondo la stampa del Liechtenstein Museum "Duquesnoy ha dato alle sue figure una superficie morbidamente cesellata e una delicata modulazione che crea un gentile gioco di luci e di ombre."